# Dub Take the Voodoo out of Reggae
A Dub Take The Voodoo Out Of Reggae című lemez Lee Perry és Mad Professor zenészek közös munkája, 1996-ban jelent meg.

## Számok
1. Cheerful Dub (3:23)
2. Drummer Boy Dub (5:32)
3. Bounce Back Dub (3:54)
4. Dub Voodoo (3:16)
5. Shadow of Dub (3:46)
6. Mystic Powers of Dub (4:06)
7. Arkwell Dub (3:33)
8. Mr. Dubfire (3:43)
9. Dub Connection (3:59)
10. Messy Dub Apartment (3:21)